# رولاندو اوگولینی
رولاندو اوگولینی (انگلیسی: Rolando Ugolini; ۴ ژوئن ۱۹۲۴ – ۱۰ آوریل ۲۰۱۴) بازیکن فوتبال اهل ایتالیا بود.
از باشگاه‌هایی که در آن بازی کرده‌است می‌توان به باشگاه فوتبال میدلزبرو، باشگاه فوتبال داندی یونایتد، باشگاه فوتبال ورکسام، و باشگاه فوتبال سلتیک اشاره کرد.